# Irapa (Venezuela)
Pour les articles homonymes, voir Irapa.
Irapa est le chef-lieu de la municipalité de Mariño dans l'État de Sucre au Venezuela.